# 大相撲平成26年5月場所
大相撲平成26年5月場所（おおずもうへいせい26ねん5がつばしょ）は、2014年（平成26年）5月11日から5月25日までの15日間、東京都墨田区の両国国技館で開催された大相撲本場所である。
幕内最高優勝は横綱・白鵬翔（14勝1敗・2場所ぶり29回目）。

## 場所前の話題など
前場所の2014年3月場所後に鶴竜が第71代横綱に昇進。これにより、この場所は2001年1月場所以来13年ぶりとなる3横綱の本場所となった。

## 番付・星取表
幕内
| 東方          | 東方    | 東方     | 番付   | 西方     | 西方       | 西方   |
| 備考          | 成績    | 力士名   | 番付   | 力士名   | 成績       | 備考   |
| ------------- | ------- | -------- | ------ | -------- | ---------- | ------ |
| 幕内最高優勝  | 14勝1敗 | 白鵬     | 横綱   | 日馬富士 | 11勝4敗    |        |
| 新横綱        | 9勝6敗  | 鶴竜     | 横綱   |          |            |        |
|               | 13勝2敗 | 稀勢の里 | 大関   | 琴奨菊   | 5勝10敗    |        |
| 殊勲賞        | 8勝7敗  | 豪栄道   | 関脇   | 栃煌山   | 10勝5敗    |        |
| 新小結        | 6勝9敗  | 嘉風     | 小結   | 千代鳳   | 5勝10敗    | 新小結 |
|               | 8勝7敗  | 碧山     | 前頭1  | 豪風     | 6勝9敗     |        |
|               | 4勝11敗 | 千代大龍 | 前頭2  | 宝富士   | 4勝11敗    |        |
|               | 10勝5敗 | 安美錦   | 前頭3  | 旭天鵬   | 3勝12敗    |        |
|               | 7勝8敗  | 遠藤     | 前頭4  | 豊ノ島   | 4勝9敗2休  |        |
|               | 8勝7敗  | 松鳳山   | 前頭5  | 勢       | 11勝4敗    | 敢闘賞 |
|               | 8勝7敗  | 魁聖     | 前頭6  | 玉鷲     | 8勝7敗     |        |
| 再入幕        | 9勝6敗  | 豊真将   | 前頭7  | 德勝龍   | 6勝9敗     |        |
|               | 8勝7敗  | 妙義龍   | 前頭8  | 髙安     | 6勝9敗     |        |
|               | 9勝6敗  | 照ノ富士 | 前頭9  | 隠岐の海 | 6勝9敗     |        |
|               | 10勝5敗 | 大砂嵐   | 前頭10 | 栃乃若   | 9勝6敗     |        |
|               | 8勝7敗  | 豊響     | 前頭11 | 千代丸   | 5勝10敗    |        |
|               | 3勝12敗 | 貴ノ岩   | 前頭12 | 常幸龍   | 9勝6敗     |        |
|               | 4勝11敗 | 舛ノ山   | 前頭13 | 北太樹   | 9勝6敗     |        |
|               | 7勝8敗  | 臥牙丸   | 前頭14 | 時天空   | 7勝8敗     | 再入幕 |
| 再入幕        | 9勝6敗  | 旭秀鵬   | 前頭15 | 蒼国来   | 8勝7敗     | 再入幕 |
| 新入幕        | 7勝8敗  | 荒鷲     | 前頭16 | 千代の国 | 0勝2敗13休 | 再入幕 |
| 新入幕 敢闘賞 | 10勝5敗 | 佐田の海 | 前頭17 |          |            |        |

十両
| 東方     | 東方    | 東方       | 番付   | 西方   | 西方    | 西方     |
| 備考     | 成績    | 力士名     | 番付   | 力士名 | 成績    | 備考     |
| -------- | ------- | ---------- | ------ | ------ | ------- | -------- |
|          | 10勝5敗 | 東龍       | 十両1  | 大道   | 3勝12敗 |          |
|          | 8勝7敗  | 双大竜     | 十両2  | 鏡桜   | 11勝4敗 | 優勝同点 |
|          | 5勝10敗 | 旭日松     | 十両3  | 若の里 | 9勝6敗  |          |
|          | 6勝9敗  | 朝赤龍     | 十両4  | 玉飛鳥 | 8勝7敗  |          |
|          | 9勝6敗  | 佐田の富士 | 十両5  | 里山   | 6勝9敗  |          |
|          | 7勝8敗  | 千代皇     | 十両6  | 天鎧鵬 | 6勝9敗  |          |
|          | 8勝7敗  | 誉富士     | 十両7  | 明瀬山 | 6勝9敗  |          |
|          | 7勝8敗  | 富士東     | 十両8  | 翔天狼 | 9勝6敗  |          |
|          | 8勝7敗  | 阿夢露     | 十両9  | 德真鵬 | 8勝7敗  |          |
| 再十両   | 8勝7敗  | 土佐豊     | 十両10 | 逸ノ城 | 11勝4敗 | 新十両   |
|          | 5勝10敗 | 肥後ノ城   | 十両11 | 若荒雄 | 5勝10敗 |          |
| 再十両   | 6勝9敗  | 魁         | 十両12 | 青狼   | 11勝4敗 | 優勝同点 |
| 優勝同点 | 11勝4敗 | 琴勇輝     | 十両13 | 芳東   | 6勝9敗  |          |
|          | 2勝13敗 | 大喜鵬     | 十両14 | 隆の山 | 4勝11敗 | 再十両   |

※ 赤文字は優勝力士の成績。

## 優勝争い
日馬富士、鶴竜の両横綱は前半戦で2敗。中日終了時点では横綱白鵬がただ一人全勝ターンとし、1敗で大関の稀勢の里と、平幕の勢が追いかける展開。
11日目に稀勢の里と勢が1敗同士で対戦して稀勢の里が勝利し、白鵬が豪栄道に敗れたことで、白鵬と稀勢の里が1敗で並ぶ展開になった。
12日目に白鵬と稀勢の里は1敗同士で直接対決し、白鵬が勝利。1敗の白鵬を2敗の日馬富士、稀勢の里、勢が追いかける展開に変わった。
13日目は1敗と2敗の4人は揃って勝利。
14日目は勢が豪栄道に敗れて3敗に後退。日馬富士と稀勢の里の2敗同士の対決は稀勢の里が勝ち、白鵬は鶴竜に勝利。この時点で、優勝の可能性は白鵬と稀勢の里の2人に絞られた。
千秋楽、稀勢の里は鶴竜に勝利して2敗を守ったが、白鵬も日馬富士に勝って1敗を守ったため、白鵬が14勝1敗で2場所ぶり29回目の幕内最高優勝を果たした。結果的に、12日目の直接対決で勝利した白鵬がそのまま逃げ切った格好になった。

## トピック
三賞は、殊勲賞に11日目に白鵬を破った豪栄道が、敢闘賞に終盤まで優勝争いを演じた勢と、新入幕で2桁10番勝利した佐田の海が選出された。技能賞は該当者がいなかった。佐田の海は父親の先代佐田の海も新入幕の1980年11月場所で敢闘賞を受賞しており、史上初めて親子で新入幕の場所に三賞を受賞した。
12日目の鶴竜と豪栄道の一番では、行司の軍配は豪栄道に上がったが、控え力士の白鵬が物言いを付けた。幕内で控え力士が物言いをつけたのは1996年1月場所9日目の貴ノ浪（土佐ノ海 - 貴闘力戦）以来18年ぶりのことだった。協議の結果、豪栄道は鶴竜の髷を掴んでいたとして反則負けになり、鶴竜は横綱としては史上初の反則勝ちとなった。
13日目は、東京開催の本場所の平日としては1999年1月場所13日目以来となる、満員札止めになった。
14日目の取組で、日馬富士は対戦相手の髷を掴んだとして反則負けを宣告されたが、横綱の反則負けは2003年7月場所の朝青龍以来、11年ぶり史上2度目のことだった。